# 长兴孔庙
长兴孔庙即长兴县学文庙，是旧时浙江省长兴县的最高学府和祭祀孔子的场所，位于今雉城街道县前西街人民广场东南、建设银行西侧。

## 历史

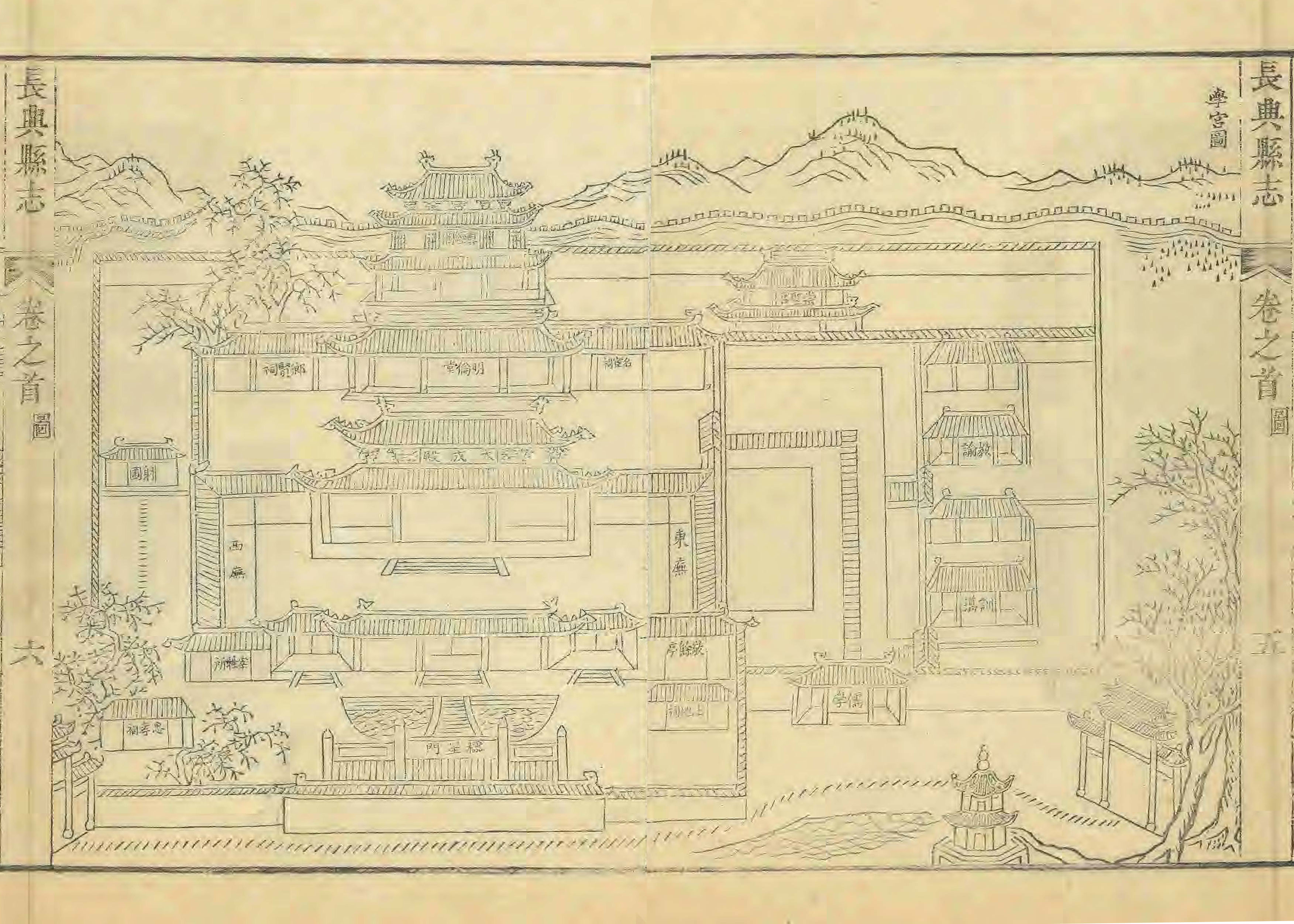
清乾隆十四年（1749）所刊《乾隆长兴县志》学宫图。

长兴孔庙始建于北宋宝元二年（1039），最初在县城东门外，南宋建炎年间被南侵之金兵焚毁，绍兴十年（1140）迁于县治以东之太平桥重建，元末又毁，明洪武八年（1375）重建，嘉靖九年（1530）以县学偏僻简陋、科第人少，再次迁至县治以西、箬溪以北之今址。时前庙后学，主轴线上依次为棂星门、泮池、庙门、大成殿（前有东西两庑）、明伦堂（左右为居仁斋和由义斋）、敬一亭、尊经阁（左右为讲堂和馔堂）和启圣祠。主轴线以西为射圃和仓房，以东为儒学门，入内可东至教谕署和训导署，西至明伦堂。隆庆、万历和崇祯年间皆有重修，其中万历三十一年（1603）重修时改讲堂为名宦祠，馔堂为乡贤祠，拆除庙前的民居，使建筑直面溪流，并在溪中建二层的甲秀阁。
崇祯十七年（1644）再毁，清顺治三年（1646）至康熙十一年（1672）陆续重修完成。至乾隆九年（1744）重修后，整座建筑群仍南临箬溪，溪东有甲秀阁，庙前大道上有东西两座牌坊，分别题德配天地、道观古今，主轴线上依次为照壁、棂星门三间、泮池、大成门三间、大成殿五间（前有东西两庑各九间）、明伦堂三间（左右为名宦祠和乡贤祠各三间）和尊经阁三间。尊经阁东为崇圣宫三间，前有东西两庑及宫门三间。主轴线以西为射圃，以东为儒学门、教谕署和训导署（图）。
民国年间孔庙被改为中山公园，1945年修复后被作为长兴中学校舍，文革时遭到破坏，现仅存大成殿、明伦堂及24通明清碑刻。1983年3月大成殿、明伦堂成为县级文物保护单位，2010年修缮布展后对外开放。2011年1月，长兴孔庙被整体列入浙江省文物保护单位。

## 建筑
大成殿为孔庙的主体建筑，为祭祀孔子之处，今建筑为清乾隆九年（1744）重建，面阔三间，进深11檩，重檐歇山顶，屋面为泥脊瓦当，屋脊阳面书“竣极于天”，阴面书“文光射斗”。长兴县人民政府曾于1963年、1980年和2006年三次拨款修缮。明伦堂为读书之处，建于明嘉靖九年（1530），面阔三间，进深9檩，硬山顶。

## 碑刻
孔庙内还保存着嘉靖四年（1525）陈凤梧书《孔子赞碑》、嘉靖九年（1530）《圣谕碑》、《御制正孔子祀典记碑》、《御制正孔子祀典申记碑》、嘉靖三十八年（1559）姚一元撰、徐中行书、臧继芳篆额《长兴县新置学田记碑》、隆庆六年（1572）徐中行撰文，臧懋循书《长兴县新修儒学记碑》、万历二十四年丁元荐撰，冯伟篆额，钱中伟书《长兴县重修儒学记碑》、乾隆三十二年（1767）知县方伯撰文《长兴县儒学记碑》等24通碑刻。